# Martín Pérez Banchero
Martín Pérez Banchero (Colonia, Uruguay, 16 de junio de 1976), es un abogado y político uruguayo, especializado en derecho procesal. Fue edil del Departamento de Colonia y prosecretario de la Cámara de Representantes del Uruguay. Posteriormente se desempeñó como director de Turismo en el Ministerio de Turismo desde 2020 hasta 2021. Fue el candidato a presidente de Uruguay del Partido Avanzar Republicano para las elecciones de octubre de 2024.

## Biografía
Martín Pérez Banchero nació el 16 de junio de 1976 en el Departamento de Colonia, Uruguay. Se graduó como doctor en Derecho y Ciencias Sociales por la Universidad de la República en 2002. Fue aspirante profesor adscripto de la Cátedra de Derecho Procesal entre 2003 y 2017. Está casado (separado) y es padre de dos hijas. Se define como católico.

## Actuación política

### Inicios políticos
Pérez Banchero comenzó su actuación política en el Partido Colorado en 1994, en la ciudad de Nueva Palmira, Colonia, donde militó en la Lista 15 por el expresidente Jorge Batlle. Posteriormente estuvo asociado al líder quincista de Colonia, Jorge Sanguinetti.
Fue miembro de la Convención Nacional y la Convención Departamental de Colonia del Partido Colorado, así como también del Comité Ejecutivo Nacional de dicho partido y también del Departamental de Colonia.
En las elecciones internas de 2009 integró el sector Vamos Uruguay apoyando la candidatura a presidente de Pedro Bordaberry. Para las elecciones generales de ese año volvió a apoyar a la Lista 15, entonces liderada por José Amorín Batlle, sector bajo el cual lanzó su primera candidatura a la diputación. En las elecciones de 2014 volvió a postularse como representante nacional, nuevamente bajo la Lista 15.
Durante su actuación política en Colonia, fue opositor del intendente de Colonia Carlos Moreira, perteneciente al Partido Nacional. También se expidió en contra de medidas departamentales como el mecanismo de cobro de patente única y el impuesto al alumbrado público".
En 2015, Pérez Banchero fue prosecretario de la Cámara de Representantes. En 2019 volvió a postularse como representante nacional por el Partido Colorado en las elecciones generales de dicho año.
El 15 de mayo de 2020 fue designado como director de Turismo del Ministerio de Turismo de Uruguay por Luis Lacalle Pou. Se desempeñó en dicho cargo hasta que el propio presidente lo cesó el 16 de agosto de 2021 tras denunciar posibles hechos de corrupción durante la gestión de su entonces correligionario Germán Cardoso. Días después del cese de Pérez Banchero, el ministro Cardoso renunció a su cargo por dicha controversia. Casi un año después, la División Jurídica del Ministerio de Turismo confirmó las irregularidades denunciadas por Pérez Banchero.
En julio de 2023 lanzó un nuevo sector en el Partido Colorado llamado "Rebeldes". Dicha decisión fue, según él mismo, «un acto de rebeldía ante un partido el Partido Colorado que ha tenido una actitud espantosamente sumisa ante el Partido Nacional, que ha perdido su identidad e, incluso el orgullo de su historia». En declaraciones de prensa, Pérez Banchero cuestionó el rol de su entonces partido político en el gobierno de Lacalle Pou, y consideró que sus colegas estaban «embretados» en una «lógica de cargos». Además fue crítico de la conducción partidaria del expresidente Julio María Sanguinetti (2019–2024), al entender que el Partido Colorado había perdido su identidad durante su participación en el gobierno de coalición emanado de la Coalición Multicolor.
Pérez Banchero se ha definido como «jorgista», «profundamente liberal», y «batllista puro». También dijo ser «pasional», y reconoció que eso le valió ya varios cruces en política, aunque se reivindicó por «ir de frente». A pesar de ser crítico con el gobierno de Lacalle Pou, también se ha manifestado «contrario a las administraciones frenteamplistas».

### Elecciones de 2024
Tras abandonar el sector "Rebeldes" del Partido Colorado, Pérez Banchero creó el Partido Avanzar Republicano (PAR) junto a otros exdirigentes colorados el 29 de noviembre de 2023. Dicho partido se autodefine como liberal. El PAR se presentó electoralmente por primera vez en las Elecciones internas de Uruguay de 2024, donde Pérez Banchero fue elegido como candidato a presidente de Uruguay. Tras cumplir con los requisitos necesarios, la Corte Electoral autorizó al partido a presentarse en las Elecciones generales de Uruguay de 2024.
El Programa de Gobierno del Partido Avanzar Republicano para el período 2025-2030 contiene los siguientes capítulos: Reforma Política, Plan de Vivienda, Educación, Economía, Defensa Nacional, Salud, Seguridad, Desarrollo Social, Política Ambiental y Trabajo. A continuación, se detallan los puntos clave – según el propio Partido – en dichos capítulos:
- Reforma Política: Reducción de cargos políticos, sus salarios y beneficios; absorción de los ministerios de Turismo, Vivienda y Ordenamiento Territorial, y Educación y Cultura en los ministerios de Industria, Ambiente y Desarrollo Social (pasando así de 14 a 11 ministerios); eliminación de la Cámara de Senadores (ya que porcentualmente contiene la misma representación que la Cámara de Representantes); fusión de directorios del BROU, BHU y BSE; limitación de las competencias de los intendentes para evitar el clientelismo político.
- Vivienda: Presentación del Plan Bicentenario para la eliminación de los asentamientos y la reducción de la pobreza (financiado mediante el ahorro político y la venta del 50% de los campos del Instituto de Colonización); creación de 120 escuelas y plazas de deporte en los nuevos barrios.
- Educación: Construir nuevos liceos de tiempo completo (idea originalmente propuesta por el excandidato presidencial por el Partido Colorado, Ernesto Talvi); promoción de los centros CAIF; fortalecer la presencia de los docentes en el aula; revisión permanente de los protocolos de abuso y violencia; lanzamiento de un plan de formación permanente.
- Economía: Reducción del déficit fiscal; mantenimiento de una regla fiscal sólida; disminución progresiva de impuestos; jerarquización del Tribunal de Cuentas (para que sus observaciones sean de carácter vinculante).
- Defensa Nacional: Reestructura organizacional priorizando las llamadas misiones secundarias de las FF.AA.; actualización cultural-organizacional de las FF.AA. enfocada en anticorrupción y realizando una auditoría general; reforma de la Caja Militar; consolidación del liderazgo civil en defensa nacional.
- Salud: Optimización de tiempos de espera en mutualistas; promoción de la telemedicina; priorización de la salud mental, salud bucal y prevención de adiciones y del suicidio.
- Seguridad: Mejora del sistema carcelario; fortalecer el control interno policial; fomentar la participación ciudadana en seguridad; reforma judicial (especialmente el proceso penal).
- Desarrollo Social: Reforma del MIDES y creación de nuevos programas hacia la inclusión económica sustentable (para no perpetuar la pobreza); creación de una condecoración al mérito nacional para públicamente resaltar y ejemplificar actos y servicios nobles.
- Política Ambiental: Reforzar la protección de la biodiversidad; consolidar el sistema nacional de áreas protegidas; efectivizar el cumplimiento de acuerdos internacionales en materia ambiental; fomentar la educación ambiental y conciencia ambiental ciudadana; reforzar las funciones del Ministerio de Ambiente; restauración ambiental para revertir el deterioro en la calidad de las aguas.
- Trabajo: Reforma de leyes laborales; fomento del teletrabajo; promoción de la flexibilidad laboral en el sector público y privado.

Tras las elecciones generales de Uruguay de 2024, el Partido Avanzar Republicano obtuvo menos de 2000 votos (0,1%), no logrando representación parlamentaria.